# Mario Barić
Mario Barić (Travnik, 15 april 1985) is een Bosnisch-Kroatisch voetballer. Hij speelt bij voorkeur als rechter-vleugelverdediger.

## Carrière
Barić doorliep de jeugdreeksen van Maksimir, Dinamo Zagreb en Sesvete. Daarna speelde Mario Barić bij NK Žminj en NK Karlovac. Hij ondertekende op 31 augustus 2010 een contract bij KAA Gent. Op 16 augustus 2012 werd zijn contract bij KAA Gent in onderling overleg verbroken. Eind juni 2013 vertrok Barić van de Kroatische voetbalclub NK Slaven Belupo Koprivnica naar de Servische voetbalclub FK Vojvodina. Barić debuteerde voor FK Vojvodina tegen de Maltese voetbalclub Hibernians FC op 4 juli 2013. Na het vertrek van de spelers Ivan Fatić en Zoran Popović bij FK Vojvodina, verliet ook Barić de club, nadat hij de samenwerking verbrak met de voetbalclub eind oktober 2013. De Kroatische toenmalige hoofdtrainer van FK Sarajevo, Robert Jarni, bracht de Bosnische Kroaat naar de club uit Sarajevo samen met Dario Purić. FK Sarajevo was de eerste club van Barić in zijn geboorteland, Bosnië en Herzegovina. Vanaf het seizoen 2016/17 komt hij uit voor HŠK Zrinjski Mostar.

## Statistieken
| Seizoen         | Club                 | Land                           | Competitie                 | Competitie | Competitie | Beker | Beker | Internationaal | Internationaal | Totaal | Totaal |
| Seizoen         | Club                 | Land                           | Competitie                 | Wed.       | Dlp.       | Wed.  | Dlp.  | Wed.           | Dlp.           | Wed.   | Dlp.   |
| --------------- | -------------------- | ------------------------------ | -------------------------- | ---------- | ---------- | ----- | ----- | -------------- | -------------- | ------ | ------ |
| 2006/09         | NK Karlovac          | Vlag van Kroatië               | Hrvatska Liga              | 32         | 1          | 0     | 0     | 0              | 0              | 32     | 1      |
| 2009/10         | NK Karlovac          | Vlag van Kroatië               | Hrvatska Liga              | 26         | 0          | 0     | 0     | 0              | 0              | 26     | 0      |
| 2010/11         | NK Karlovac          | Vlag van Kroatië               | Hrvatska Liga              | 6          | 1          | 0     | 0     | 0              | 0              | 6      | 1      |
| 2010/11         | KAA Gent             | Vlag van België                | Jupiler Pro League         | 23         | 0          | 3     | 0     | 5              | 0              | 31     | 0      |
| 2011/12         | KAA Gent             | Vlag van België                | Jupiler Pro League         | 31         | 0          | 3     | 0     | 0              | 0              | 34     | 0      |
| 2012/13         | KAA Gent             | Vlag van België                | Jupiler Pro League         | 0          | 0          | 0     | 0     | 3              | 0              | 3      | 0      |
| 2012/13         | NK Slaven Belupo     | Vlag van Kroatië               | Hrvatska Liga              | 15         | 1          | 3     | 0     | 0              | 0              | 18     | 1      |
| 2013/2014       | FK Vojvodina         | Vlag van Servië                | Superliga                  | 0          | 0          | 0     | 0     | 4              | 0              | 4      | 0      |
| 2013/2014       | FK Sarajevo          | Vlag van Bosnië en Herzegovina | Premijer Liga              | 8          | 0          | 5     | 0     | 0              | 0              | 13     | 0      |
| 2014/2015       | FK Sarajevo          | Vlag van Bosnië en Herzegovina | Premijer Liga              | 13         | 0          | 2     | 1     | 2              | 0              | 17     | 1      |
| 2015/2016       | FK Sarajevo          | Vlag van Bosnië en Herzegovina | Premijer Liga              | 7          | 0          | 1     | 0     | 0              | 0              | 8      | 0      |
| 2015/2016       | NK Vitez             | Vlag van Bosnië en Herzegovina | Premijer Liga              | 11         | 0          | 0     | 0     | 0              | 0              | 11     | 0      |
| 2016/2017       | HSK Zrinjski Mostar  | Vlag van Bosnië en Herzegovina | Premijer Liga              | 20         | 0          | 0     | 0     | 2              | 0              | 22     | 0      |
| 2017/2018       | HSK Zrinjski Mostar  | Vlag van Bosnië en Herzegovina | Premijer Liga              | 2          | 0          | 0     | 0     | 1              | 0              | 3      | 0      |
| 2017/2018       | NK Dubrava Tim kabel | Vlag van Kroatië               | 3. Hrvatska Nogometna Liga | ?          | ?          | ?     | ?     | ?              | ?              | ?      | ?      |
| Carrière totaal | Carrière totaal      | Carrière totaal                | Carrière totaal            | 194        | 3          | 17    | 1     | 17             | 0              | 228    | 3      |